# 오도리 공원
오도리 공원(일본어: 大通公園 오도리코엔[*])은 일본 홋카이도 삿포로시 주오구에 있는 공원이다. 일본의 길 100선, 일본의 도시공원 100선, 도시경관 100선, 일본의 역사 공원 100선에 선정되었다.
삿포로 중심부에 위치하고 있으며, 동서 약 1.5km, 면적 약 7.8ha의 공원이다. 삿포로의 풍치지구, 경관 계획 중점 구역으로 지정되어 있다. 잔디밭과 화단으로 정비되어 있으며, 라일락, 느릅나무, 느티나무를 비롯한 92종, 약 4,700그루의 나무가 있다. 또한, 오도리 공원에서는 삿포로 눈축제, 삿포로 라일락 축제, YOSAKOI 소란 축제, 삿포로 여름 축제, 삿포로 어텀 페스트, 삿포로 화이트 일루미네이션 등 각종 축제나 행사가 개최된다.

## 역사

### 거리로서의 오도리
1869년, 홋카이도의 중심 도시 건설을 담당하는 위원으로 정부가 파견한 판사 요시타케 시마가 삿포로에 와서 넓은 거리를 통해 삿포로시를 남북으로 나누는 도시 계획을 세웠다. 그의 계획에 따르면, 삿포로 북부는 공무원을 위해 따로 설정되었고 남부는 주거 지역이 되었을 것이다. 그의 계획에서 분할된 거리의 위치는 오도리 공원의 현재 위치와 달랐다.
잘못된 실정으로 요시타케 시마를 해고한 후 미치토시 이와무라는 삿포로의 도시 계획을 감독했다. 1871년에 원래의 계획을 리모델링하여 현재 오도리 공원이있는 곳에 가보센이 건설되었다. 가보센은 105 미터의 공터로 이루어진 방화선으로 메이지 시대에 화재의 진전을 막았다.
1872년에 시리베시도리(後志通)라는 이름이 붙었지만 이 이름은 인기가 없었고 1881년 6월 오도리로 개명되었다.

### 공원으로서의 오도리
1876년에는 니시 3초메와 니시 4초메 부지에 6600m²의 화원이 조성되었고, 1909년에는 일본의 정원 기획자인 야스헤이 나가오카의 지시에 따라 산책로가 조성되었다. 이것이 오도리 공원의 기원일지도 모른다.
제2차 세계 대전 동안 오도리 공원은 감자 생산 장소가 되었다. 전쟁이 끝나고 식량 공급이 개선된 후 오도리는 다시 한번 쓰레기와 눈 투기장이 되었다. 점령군은 오도리 공원의 일부를 인수하고 야구 필드와 테니스 코트를 건설하였다. 오도리 공원이 연합국에 의해 인계 된 후, 여러 스포츠 필드들은 오도리의 서쪽에 만들어 졌다.
오도리 공원으로서의 개발은 1950년 점령군에 의해 귀환된 이후 재개되었다. 그 이후로 오도리의 부지를 정원 회사에 할당하여 많은 꽃밭이 조성되었다. 현재 각 화원에는 회사의 명판이 장식되어 있으며 일년 내내 해당 지역의 정원 계획 기술을 보여준다.
2016년에 오도리 공원을 소세이강을 넘어 동쪽으로 약 100미터 연장할 방침을 발표했다.

## 시설
| 〈오도리〉 일방통행 → | 〈오도리〉 일방통행 → | 〈오도리〉 일방통행 → | 〈오도리〉 일방통행 → | 〈오도리〉 일방통행 → | 〈오도리〉 일방통행 → | 〈오도리〉 일방통행 → | 〈오도리〉 일방통행 → | 〈오도리〉 일방통행 → | 〈오도리〉 일방통행 → | 〈오도리〉 일방통행 → | 〈오도리〉 일방통행 → | 〈오도리〉 일방통행 → | 〈오도리〉 일방통행 → | 〈오도리〉 일방통행 → | 〈오도리〉 일방통행 → | 〈오도리〉 일방통행 → | 〈오도리〉 일방통행 → | 〈오도리〉 일방통행 → | 〈오도리〉 일방통행 →      | 〈오도리〉 일방통행 → | 〈오도리〉 일방통행 → | 〈오도리〉 일방통행 → | 〈오도리〉 일방통행 → | 〈오도리〉 일방통행 → | ↑ 일 방 통 행 | 소 우 세 이 강 | 일 방 통 행 ↓ |  |
| 13                    |                       | 12                    |                       | 11                    | 이 시 야 마 도 리     | 10                    |                       | 9                     |                       | 8                     |                       | 7                     | ↑ 일 방 통 행         | 6                     |                       | 5                     | 일 방 통 행 ↓         | 4                     | 삿 포 로 에 키 마 에 도 리 | 3                     | ↑ 일 방 통 행         | 2                     | 일 방 통 행 ↓         | 1                     | ↑ 일 방 통 행 | 소 우 세 이 강 | 일 방 통 행 ↓ |  |
| ← 일방통행 〈오도리〉 |                       |                       |                       |                       |                       |                       |                       |                       |                       |                       |                       |                       |                       |                       |                       |                       |                       |                       |                            |                       |                       |                       |                       |                       |               |                |               |  |

1988년 제3차 삿포로시 장기 종합 계획 수립에 따라 오도리 정비 관련 3개 사업 중 하나로 오도리 공원 재생 사업을 실시하고 공원 전체를 5개의 존 (국제 교류 존, 물과 빛의 존, 놀이·이벤트 존, 역사·문화 존, 성크가든 존)으로 나누어 재정비하였다. 오도리 공원의 범위는 니시 1초메의 서쪽 반부터 니시 12초메까지이며, 삿포로 텔레비전 탑과 서쪽 13초메와 삿포로시 자료관은 포함되지 않는다.

### 니시 4초메

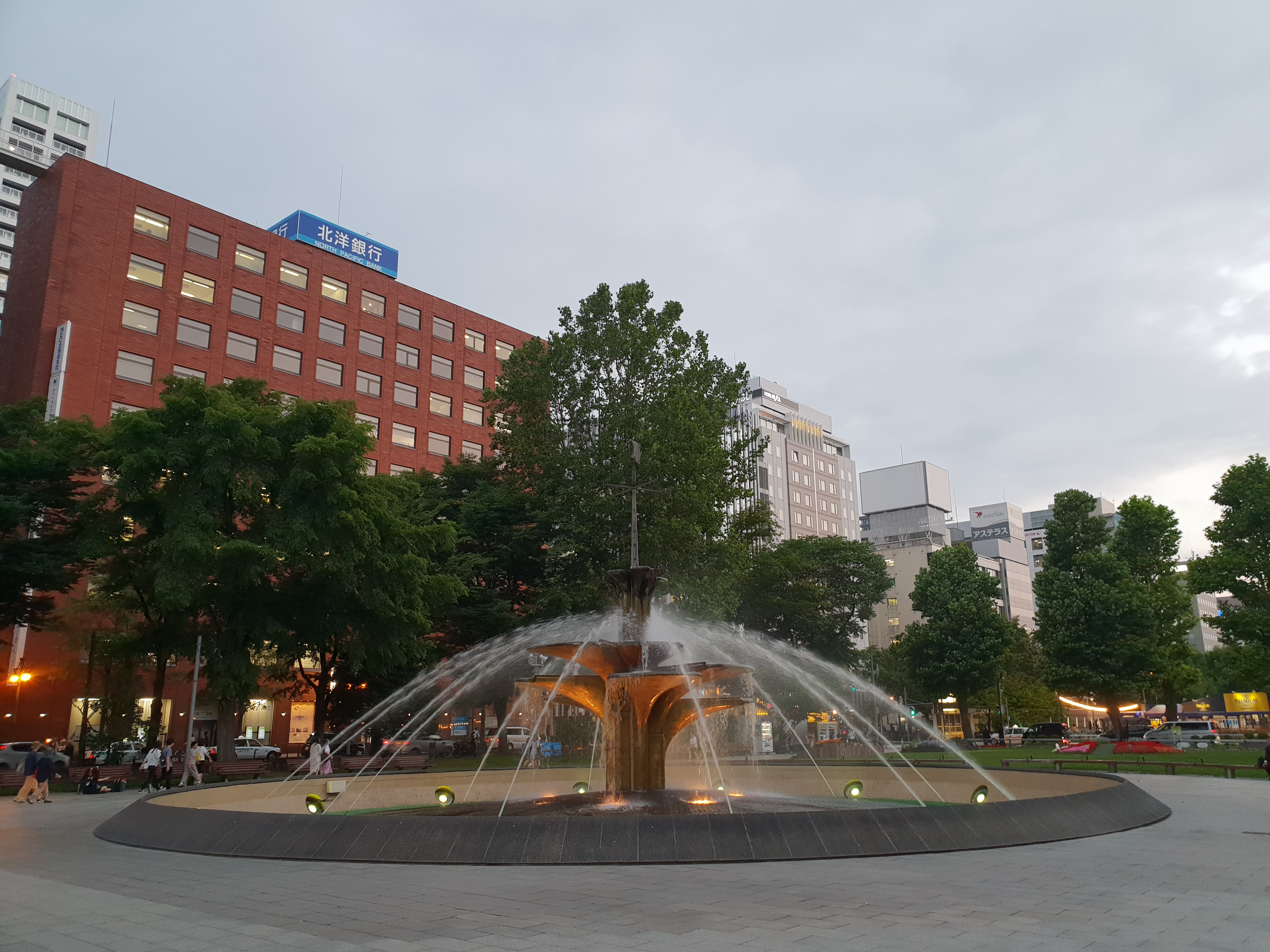
오도리공원 분수

- 오도리역
- 요시이 이사무의 기념비
- 분수대

## 행사
- 삿포로 눈축제 (2월 초순부터 2월 중순)
- 삿포로 라일락 축제 (5월 하순)
- YOSAKOI 소란 축제 (6월 상순)
- 꽃 페스타 (6월 하순부터 7월 상순)
- SAPPORO CITY JAZZ (7월 상순부터 8월 상순)
- 삿포로 여름 축제 (7월 하순부터 8월 하순)
  - 삿포로 오도리 비어 가든 (7월 하순부터 8월 중순)
  - 홋카이 본오도리 (8월 중순)
- 홋카이도 마라톤 (8월 하순)
- 삿포로 가을 축제 (9월 상순부터 9월 하순)
- 삿포로 화이트 일루미네이션 (11월 하순부터 1월 상순)
- 뮌헨 크리스마스 마켓 in Sapporo (11월 하순부터 12월 24일)

## 같이 보기
- 주오구 (삿포로시)